# Referéndum sobre el ejército de Rumania de 1986
El referéndum sobre el ejército se celebró en Rumania el 23 de noviembre de 1986. Los votantes debían decidir si aprobaban una reducción de los efectivos militares y un recorte del 5% del gasto militar del Ejército Popular Rumano en la República Socialista de Rumania. Según los resultados oficiales, la propuesta fue aprobada por el 100% de los votos, sin ningún sufragio en contra y con la abstención de únicamente 228 electores.

## Contexto

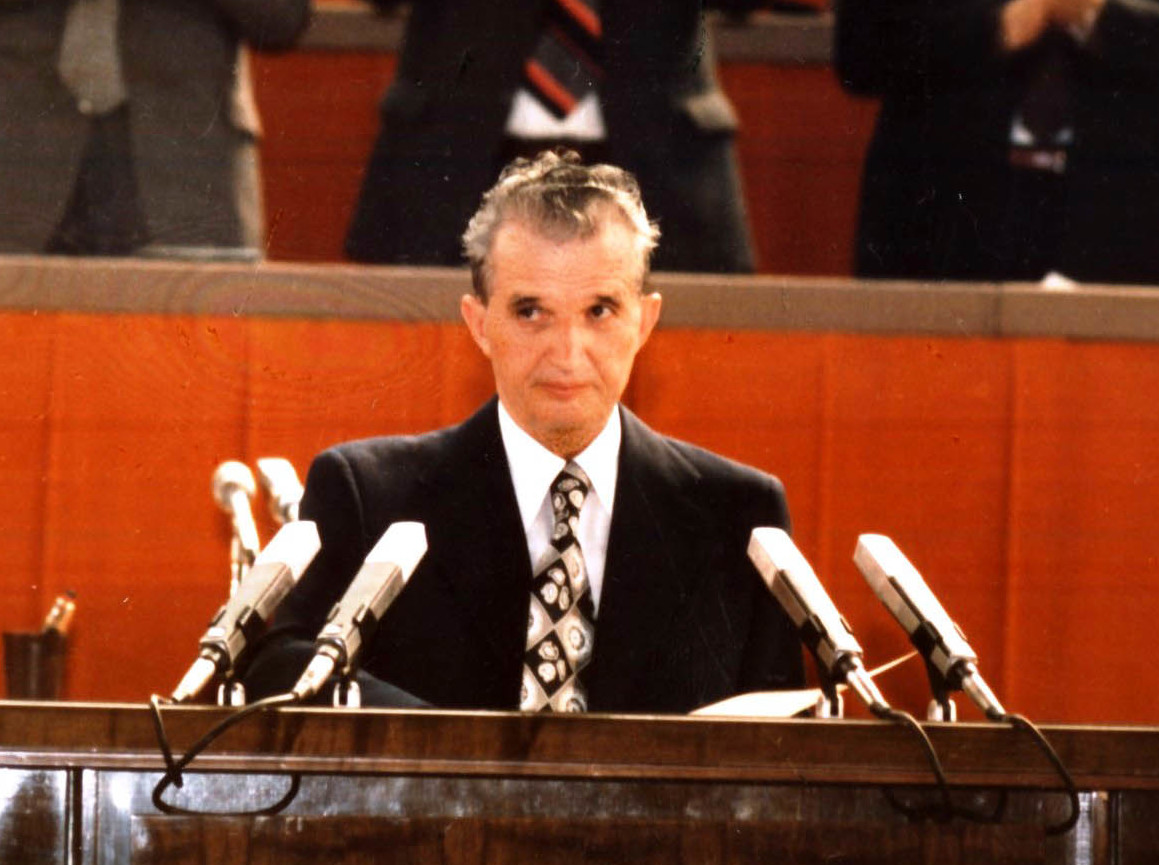
Nicolae Ceauşescu en 1986.

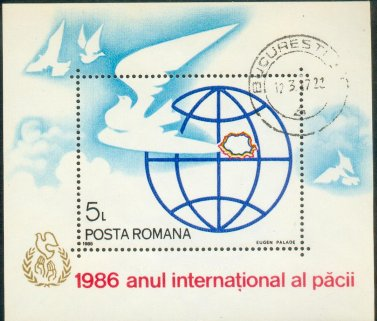
Sello rumano de 1986 conmemorando el Año Internacional de la Paz de Naciones Unidas.

A propuesta del Presidente Nicolae Ceaușescu, el 23 de octubre de 1986 la Gran Asamblea Nacional reformó el artículo 43,3 de la Constitución de la República Socialista de Rumania para autorizar la celebración de referéndums.
En el mismo día, con ocasión del Año Internacional de la Paz establecido por las Naciones Unidas, se promulgó la Ley 20/1986, de reducción de gasto militar, sometida a ratificación por vía de referéndum. 
El Consejo de Estado, presidido por Ceauşescu, convocó el referéndum para el día 23 de noviembre de 1986 a través del Decreto n.º 360 de 5 noviembre. Por considerarse esta una cuestión con impacto en la juventud, el Decreto rebajó de la edad de sufragio en el referéndum a los 14 años.
En la noche del viernes anterior a la votación se organizó una manifestación masiva, donde Ceaușescu anunció un recorte en el gasto militar que ascendía a 1.350 millones de lei (equivalente a 130 millones de dólares estadounidenses en ese momento, y muy superior al 5% del presupuesto militar anual que se había anunciado para ese año en 12 mil millones de dólares), con el fin de persuadir a los líderes mundiales "para que actúen para detener la carrera armamentista irracional". El Conducător también agregó: "Tengo la firme convicción de que toda nuestra nación será unánime al decir un sí decisivo". El decreto que regulaba el referéndum exigía que los votantes escribieran su nombre y firmaran en la papeleta de votación.
El día de la votación, Ceaușescu declaró:
Como pueden ver, el pueblo rumano vota por la paz. Y nos gustaría que todos los pueblos del mundo votaran por la paz. Se le puede decir al presidente estadounidense, Ronald Reagan, y al secretario general del Partido Comunista Soviético, Mikhail Gorbachev, que todos los niños y personas rumanas quieren la paz. Los niños -soviéticos y estadounidenses- todos los pueblos quieren la paz y esperan un gesto en este sentido este año o el próximo: la renuncia a las armas nucleares, el logro de acuerdos. Trabajemos para que Europa, América, África, todos los continentes, todos los pueblos vivan en paz, sin armas nucleares.

## Resultados
A fecha del referéndum había registrados 16.073.845 electores, de los cuales 16.073.621 votaron. El cuerpo electoral también incluyó 1.577.357 personas jóvenes entre las edades de 14 y 18, de las que emitieron sufragio un total de 1.577.353.
| Opción                   | Votos      | %     |
| ------------------------ | ---------- | ----- |
| A favor                  | 17,650,974 | 100   |
| En contra                | 0          | 0     |
| Votos en blanco y nulos  | 0          | –     |
| Total                    | 17,650,974 | 100   |
| Electores/participación  | 17,651,202 | 99.99 |
| Fuente: Direct Democracy |            |       |

| 100% |
| Sí   |

## Consecuencias
A raíz del referéndum, la República Socialista de Rumanía redujo sus Fuerzas Armadas en 10.000 soldados, 250 tanques y otros vehículos armados, 130 fusiles y morteros, y 26 aeronaves de combate y helicópteros, mientras los gastos militares se redujeron en 1.350 millones de lei. El ahorro en recursos humanos y financieros se destinó a programas de desarrollo económico y social. También se destinaron a otros fines los activos militares; por ejemplo, se usaron piezas de tanques en infraestructura de riego agrícola. Ceaușescu apeló a otros estados europeos, a Estados Unidos y Canadá a una reducción unilateral de su armamento, tropas, y gastos militares del 5%, en la creencia que tal reducción no compremetería sus capacidades militares defensivas, pero ayudaría a facilitar el diálogo en las negociaciones de desarme.